# 아구스틴 에이사기레 오스톨라사
아구스틴 에이사기레 오스톨라사(스페인어: Agustín Eizaguirre Ostolaza; 1897년 10월 7일, 바스크 주 사라우츠 ~ 1961년 11월 28일, 바스크 주 산 세바스티안)는 스페인의 축구 선수로, 1920 올림픽에 참가했다.

## 국가대표팀
그는 스페인 국가대표팀 일원으로 축구 은메달을 획득했지만, 그는 이 대회에서 한 경기도 출전하지 않았다.

## 사생활
에이사기레는 사라우츠 출신이다. 그의 아들 이그나시오 또한 골키퍼로 활약했으며, 스페인 국가대표팀 경기 출전 기록이 있다.